# Rezerwat przyrody Dębowa Góra (województwo śląskie)
Dębowa Góra – rezerwat przyrody położony w województwie śląskim, powiecie kłobuckim, na terenie miasta Kłobuck. Wyznaczono go na najwyższym wzniesieniu w mieście, od nazwy którego pochodzi nazwa rezerwatu. Najwyższy punkt Dębowej Góry znajduje się 284,6 m n.p.m. Rezerwat znajduje się w odległości 2 km na południe od śródmieścia. Zarządza nim Nadleśnictwo Kłobuck.

## Charakterystyka
Jest to rezerwat typu fitocenotycznego. Utworzony został zarządzeniem Ministra Leśnictwa z dnia 18 grudnia 1953 roku dla ochrony zbiorowisk leśnych znajdujących się w Kłobucku. Początkowo zajmował powierzchnię 5,01 ha, w 1965 roku powiększono go do 5,43 ha i taką powierzchnię zajmuje do tej pory.
Jest on pozostałością pierwotnych lasów dębowo-grabowych porastających niegdyś okolice dzisiejszego miasta. Drzewostan rezerwatu stanowią 140 – 200-letnie dęby szypułkowe, uzupełnione gatunkami jodły, świerków i buków. Na terenie rezerwatu rośnie szereg gatunków roślin znajdujących się pod ochroną: śnieżyczka przebiśnieg, wawrzynek wilczełyko, bluszcz pospolity, kopytnik pospolity, pierwiosnek wyniosły, konwalia majowa i przytulia wonna. W rezerwacie żyje również wiele gatunków zwierząt objętych ochroną. Są to z owadów: tęcznik liszkarz mniejszy, biegacz skórzasty pomarszczony, kilka rzadko występujących gatunków gadów, ptaków, a także kilka gatunków ssaków.
Obszar rezerwatu objęty jest ochroną ścisłą.
Miasto planuje zwiększenie powierzchni rezerwatu oraz utworzenie jego otuliny w celu poprawienia ochrony.

## Galeria

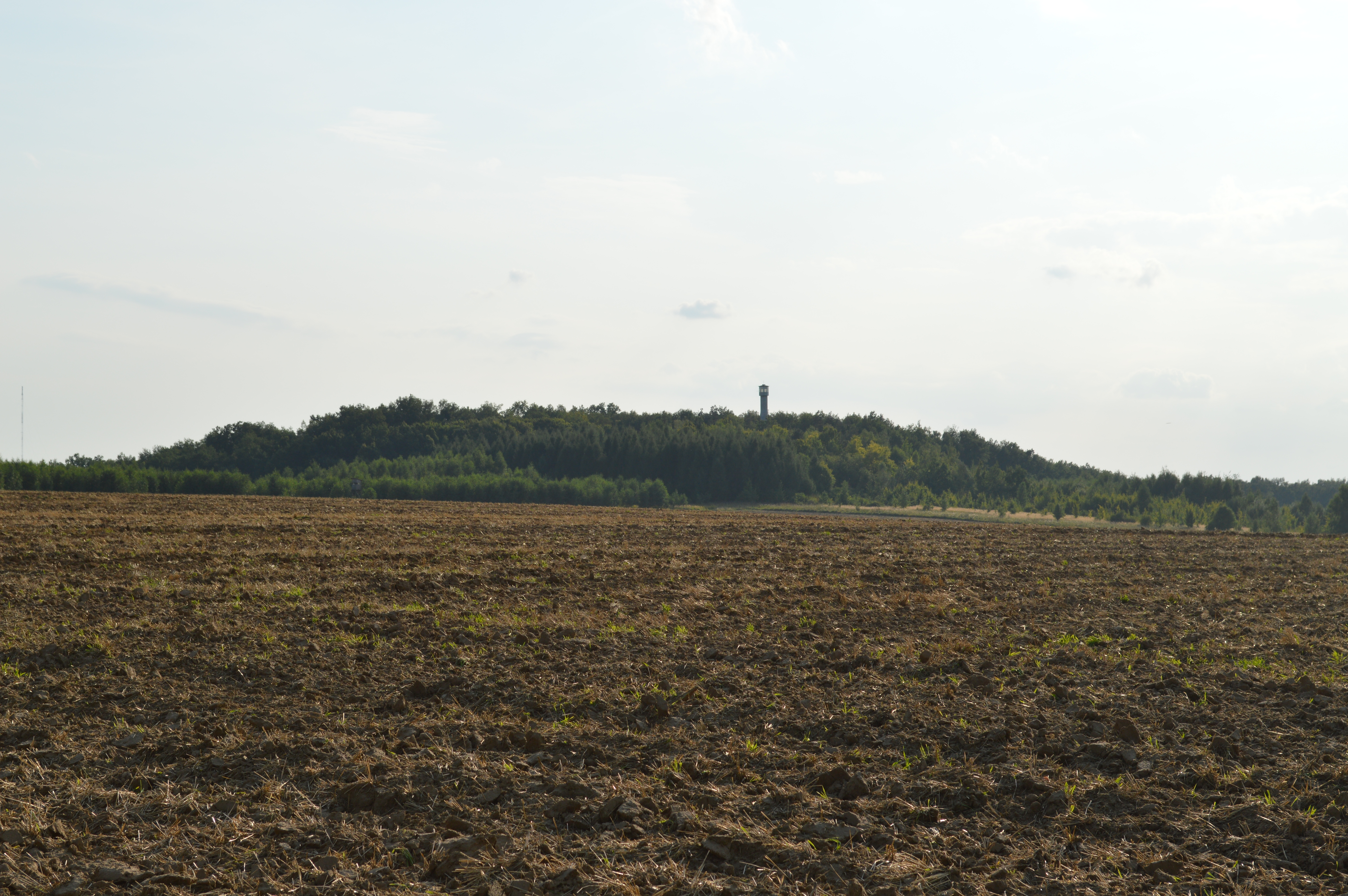
Dębowa Góra
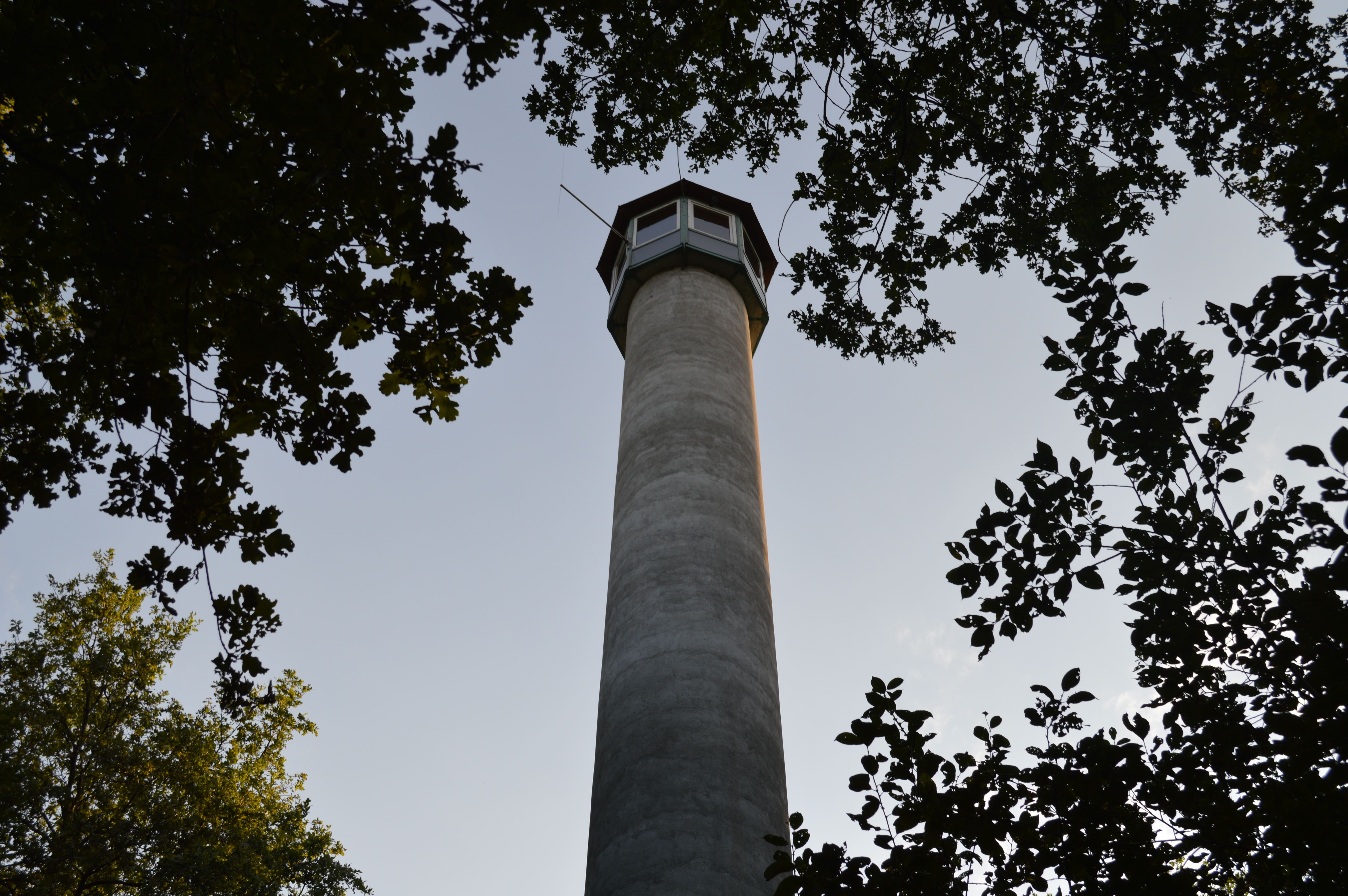
Wieża obserwacyjna
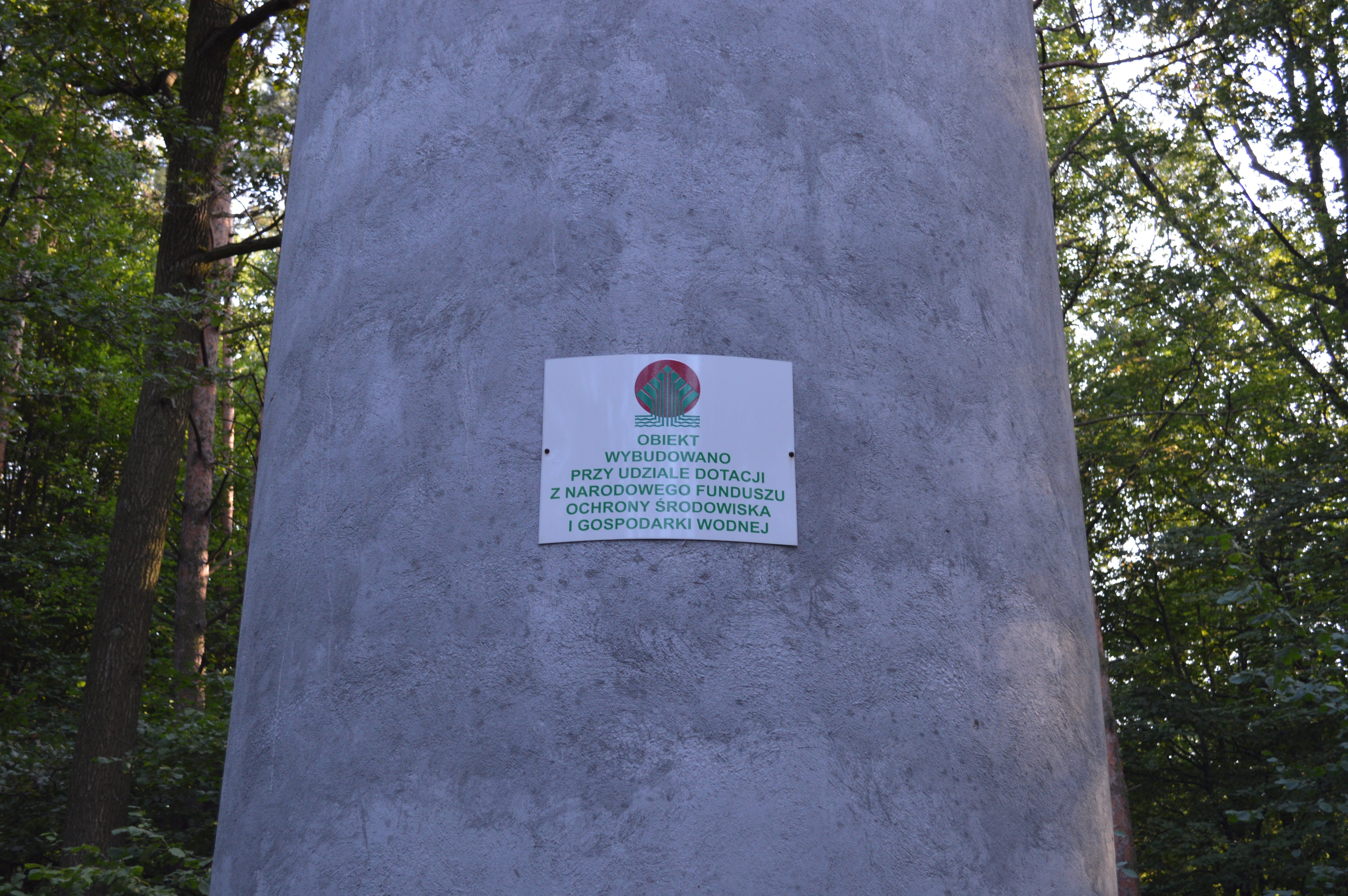
Wieża obserwacyjna
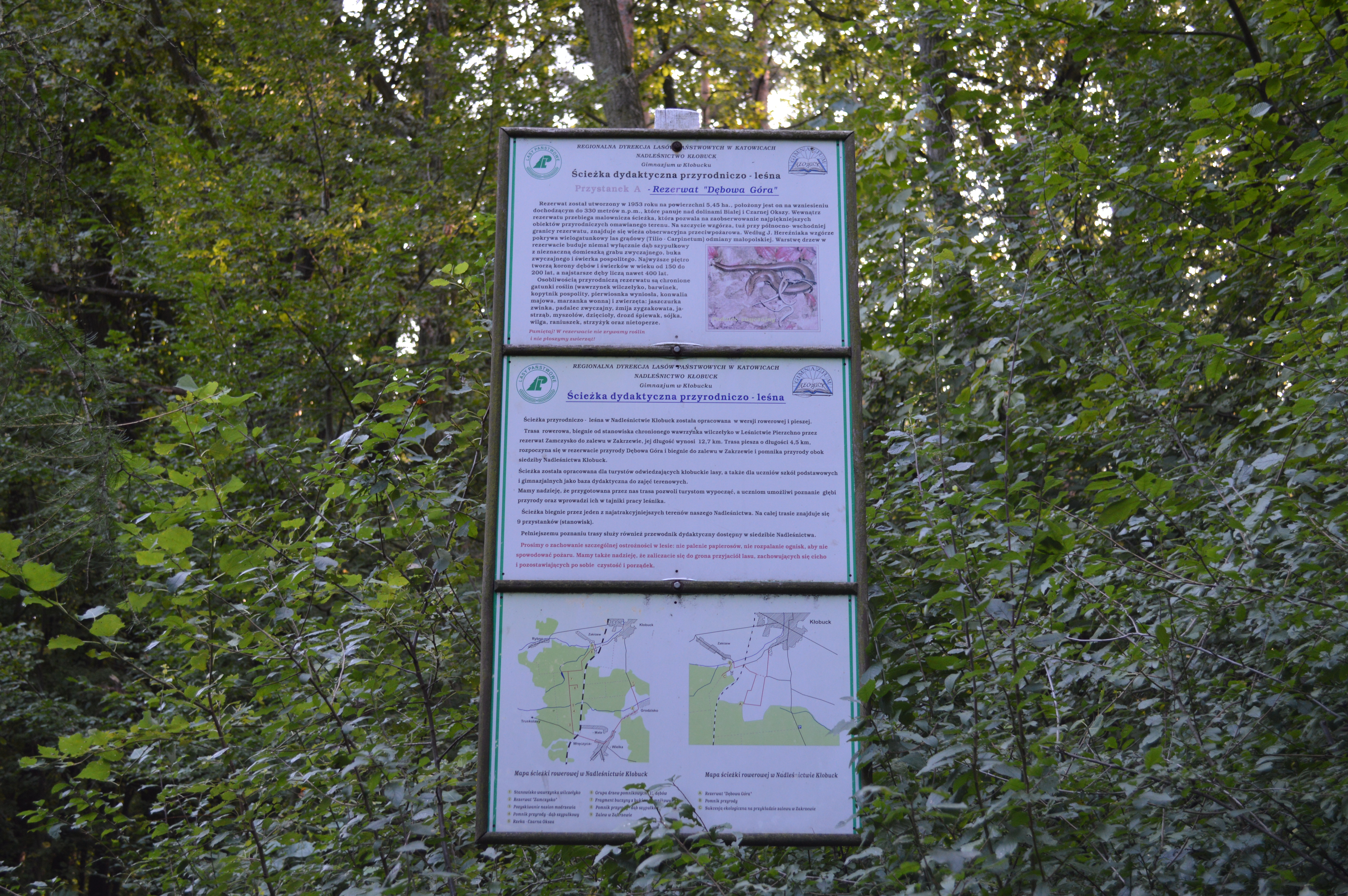
Tablica informacyjna